# James Burns (spirite)
Pour les articles homonymes, voir James Burns.
James Burns, né en 1835 et mort en 1894, est un spirite, naturopathe, journaliste, activiste du végétarisme et éditeur écossais.

## Biographie
Fils d'un artisan de l'Ayrshire, Burns devient jardinier du château de Hampton Court à la fin de son adolescence.
Propagandiste de la tempérance, il travaille de 1858 à 1862 pour un éditeur prônant la tempérance. Influencé par la lecture de publications spirites américaines importées, il distribue de la littérature « progressiste et réformatrice » à la population ouvrière locale et fonde en 1862 la Spiritual Institution, qui fonctionnait dans les mêmes locaux que son « Progressive Literature Agency » au 15 Southampton Row.
Partisan du végétarisme, il entre en 1860 à la Vegetarian Society et donne des conférences sur le sujet. Il vend aussi des publications végétariennes par le biais de sa Progressive Library dans son institution spirituelle. Il est alors vice-président de la London Reform Society et membre de la Vegetarian Rambling Society. Il promeut le végétarisme dans son ouvrage Medium and Daybreak et s'oppose aux opinions diététiques d'Emmet Densmore qu'il décrit comme un « système de charlatanisme anti-végétarien ».
Burns combine spiritisme et végétarisme. Il établit une Progressive Food and Cooking Society qui donne des cours de cuisine et de la nourriture gratuite. Une maison d'édition et un restaurant végétariens sont créés à Clerkenwell, proposant des petits-déjeuners végétariens gratuits aux enfants pauvres.
L'historien Charles W. Forward (en) a écrit que Burns est « un des premiers et ardents travailleurs de la cause du végétarisme ».
En 1867, Burns fonde Human Nature, une publication mensuelle qui dure jusqu'en 1877. En 1869, il publie un hebdomadaire d'un demi-penny, The Medium, qui absorbe le Daybreak provincial fondé en 1867, et devient alors The Medium and Daybreak jusqu'en 1895. En 1875, il publie le livre d'Alfred Russel Wallace On Miracles and Modern Spiritualism.
Anti-vaccinationniste, il préside un comité d'organisation pour établir un collège et un hôpital hygiéniques à Londres pour les pauvres. Le projet n'aboutit pas mais Burns est reconnu par la British Nature Cure Association comme « un éminent évangéliste naturopathique tardif ».
Il meurt dans la pauvreté, laissant des dettes à son fils James Burns, Jr.

## Publications
- 1872 : Human immortality proved by facts
- 1889 : Madame Blavatsky as a Spiritualist